# トチギシロ
トチギシロ（栃木白）は、栃木県鹿沼市やその周辺地域で生産されるアサ Cannabis sativa L. の一品種。無毒の農業用品種であり、テトラヒドロカンナビノール（THC）の含有量は約0.2パーセントである。1934年に栃木県で開発された品種と、1970年ごろに九州地方で発見された品種の交配によって、1982年に開発された。

## 特徴
THCの含有率は、本州の在来種が0.08–1.68パーセントであるのに対し、トチギシロは0.2パーセントである。ヨーロッパなどでは産業用ヘンプのTHC含有率を0.3パーセント未満とする国際基準が採用されており、トチギシロはこれに適合している。
2015年現在、栃木県内におけるアサの栽培面積は約6ヘクタールで、西部の山間地がほとんどを占める。栽培コストは低く、生産力の乏しい土地でも栽培可能である。産地では4月上旬に播種、梅雨明けに収穫期を迎える。収穫期には草丈は3メートルに達し、茎の直径は1センチメートル、色は緑である。2006年の文献によると、産地の上都賀郡粟野町（現・鹿沼市）ではソバ、アズキとともに三毛作が行われている。得られた精麻は神事用、縁起物、大相撲の横綱用の綱、弓の弦、水道管のパッキング、大凧揚げのひも、下駄の鼻緒などに使われている。
1980年当時、鹿沼市および栃木市を中心に約300戸が生産し、需要が生産を上回る状態が報じられたが、2021年末の時点で生産農家は27人にまで減少している。

## 開発の経緯
栃木県の鹿沼を中心とする地域は日本におけるアサの主産地であり、そのアサは野州麻（）と呼ばれる。山間部で作物に乏しい鹿沼地方の収入源としてアサは重宝され、遅くとも江戸時代から生産が行われており、明治中期には地域の主要産業のひとつになった。
国内のアサについては、従来の品種として「青木」「赤木」「白木」の3品種があり、中でも品質のよい白木種が多く栽培されていた。栃木県農業試験場ではこれらをもとに、1934年に「栃試1号」、1950年に「南押原1号」を育成している。従来の日本には精神作用を目的としてアサを利用する慣習はなく、栃試1号種・南押原1号種の毒性も低かったが、戦後の米軍進駐や昭和40年代のヒッピー文化の流行にともなって、これらの品種も畑から大量に盗まれる事件が多発するようになり、農家は自警団を組織して不寝番を強いられていた。国や県は無毒アサの育成の必要に迫られた。
九州大学薬学部教授の西岡五夫は九州地方を対象にアサに含まれる化学物質・カンナビノイドを調査していたが、THCを含まない系統が約5パーセントの割合で存在することを突き止め、1967年に佐賀県杵島郡白石町、1971年にも大分県日田郡大山町で、THCの前駆体であるTHCAをほとんど含まず、無毒のCBDAを多く含むアサの個体を発見し、CBDA種と名付けた。西岡研究室は交配と選抜を繰り返し、1973年に無毒のCBDA種を作出した。
この種子は栃木県に分譲され、1974年から栃木県農業試験場鹿沼分場（分場長：高島大典）および産地農家にて試作が行われた。佐賀の個体群をNo. 1系統、大分の個体群をNo. 2系統とし、これら2系統について精麻の品種改善と種子の小粒化を図ったが、県内の在来種ほどの品質に達することはなく、種子も大きく、収量は低下したため、1977年に選抜を打ち切って交雑育種に移行した。栃試1号種を父とする交配で無毒優良株を選抜した結果、種子の大きさ・収量ともに在来種（南押原1号）と同等以上と認められ、1982年に「とちぎしろ」として種苗登録を申請した。

## 管理
THCA合成酵素をもつ形質は極めて優性であり、CBDA種がTHCA種と交配した場合、次世代は必ずTHCAを産生して有毒種に戻ってしまう。日本には喫煙用にTHCA種が流入しており、トチギシロなどCBDA種の保存のためには隔離が必要となる。1984年、官民協働で栃木県内の品種をすべてトチギシロに移行し、農業試験場が種子の保存を、栃木県保健環境センターが毎年無毒状態の検査を行うことになった。
当品種の県外への持ち出しは長らく禁止されており、他都道府県ではその地の在来種を栽培するほかなかったが、生産農家数の減少にともなって2021年9月に厚生労働省が要件緩和の通知を出し、実態に即した運用が可能になった。